# Sulliman Mazadou
Sulliman Johan Mazadou, né le 11 avril 1985, est un footballeur international nigérien. 